# Schronisko na Niżnej
Schronisko PTT na Niżnej – nieistniejące obecnie schronisko turystyczne położone  w Gorganach, w dolinie Zubrynki na wysokości ok. 1150 m n.p.m.

## Historia
Budynek znajdował się na południowych stokach Doboszanki, poniżej Połoniny Niżnej – w miejscu, w którym szlak turystyczny z Doboszanki przecinał dolinę Zubrynki. Powstał prawdopodobnie w 1927 roku jako leśniczówka. Oddział Polskiego Towarzystwa Tatrzańskiego w Stanisławowie w 1929 roku rozpoczął jego urządzanie i dostosowywanie do potrzeb ruchu turystycznego. Pierwsi turyści mogli korzystać z obiektu w 1930 roku. Obok postawiono szopę dla stróża. Schronisko nie było w pełni zagospodarowane, posiadało natomiast stałego dozorcę (strażnika łowieckiego), który spędzał w nim lata i zimy. Klucze do obiektu znajdowały się w siedzibie Oddziału PTT w Stanisławowie oraz w jego kołach w Nadwórnej i Jaremczu. W 1931 do schroniska doprowadzono drogę jezdną z doliny Doużyńca (z gajówki Sołoniec przez przełęcz Stoły). Schronisko odnowiono i częściowo rozbudowano w 1932 roku.
Budynek podzielony był na dwie izby. Według danych z różnych okresów oferował 10–25 miejsc na pryczach i do 30 miejsc noclegowych na siennikach na poddaszu. Pojemność schroniska w zimie zmniejszała się do ok. 20 miejsc.
Schronisko miało być zlikwidowane z chwilą uruchomienia  pobliskiego schroniska przy klauzie Zubrynki. Ostatecznie w 1935 roku przeszło ono w ręce Koła PTT w Jaremczu i prawdopodobnie zostało zlikwidowane około 1937 roku w związku z położeniem na terenie nowo utworzonego rezerwatu myśliwskiego.

## Szlaki turystyczne w 1936
- Główny Szlak Karpacki
  - na Doboszankę i dalej w kierunku doliny Doużyńca i Rafajłowej,
  - na Syniak (1655 m n.p.m.) przez Babiny Pohar (1484 m n.p.m.) i Mały Gorgan (1600 m n.p.m.),
- do Krzyżówki (1154 m n.p.m.) i dalej do Rafajłowej lub nieznakowanymi wariantami na Płoskę 1355 m n.p.m.) i Douhę (1368 m n.p.m.),
- do Jaremcza przez Szczewkę (1238 m n.p.m.) lub Bukowicę (994 m n.p.m.).[12][3][13]